# エディ・フェイナー

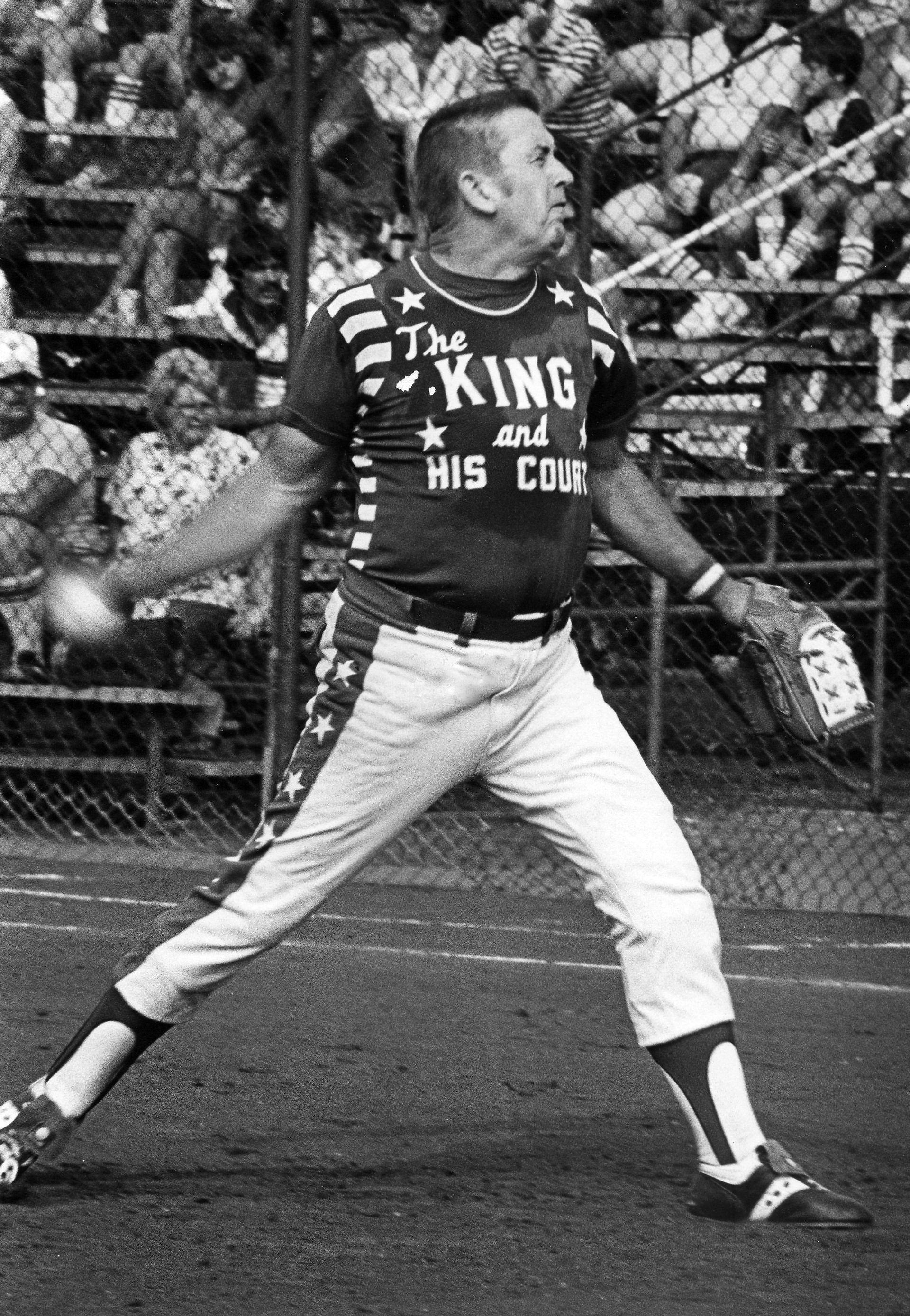
Eddie Feigner in the early 1980s.

エディ・"キング"・フェイナー（Eddie "The King" Feigner、1925年3月25日 - 2007年2月9日）は、アメリカ合衆国ワシントン州ワラワラ出身の男子ソフトボール選手（投手）。

## 経歴
フェイナーは当時メリル・バーノン・キングと呼ばれていたワラワラに生まれた。彼は1946年に初めて男子4人のチームを結成。「ザ・キング・アンド・ヒズ・コート」（王と廷臣）と名乗り、太平洋岸北西部を皮切りに北米を連戦した。フェイナーはその後2000年に脳卒中を患い現役を引退するが、チームのことは率い続け、MC（司会業）を務めながら往時の話を伝えた。
彼のチーム「ザ・キング・アンド・ヒズ・コート」は1940年代後半から100を超える世界の国や地域で1万以上のゲームを行い、幅広い人気と名声を得た。そのさまはバスケットボール競技におけるエキシビションチーム「ハーレム・グローブトロッターズ」に比せられる。フェイナーが几帳面に残した記録によるとチームの通算勝ち星は9,743。奪三振数が141,517。また、930回のノーヒット・ノーランと238回の完全試合が達成された。ワシントン・ポスト紙はフェイナーを「史上最も偉大な投手」と形容している。
1967年2月18日、41歳のフェイナーは名士によるソフトボールの慈善ゲームに姿を現し、多くのメジャーリーグベースボール選手と対戦した。このゲームでフェイナーはウィリー・メイズ、ウィリー・マッコビー、ブルックス・ロビンソン、ロベルト・クレメンテ、モーリー・ウィリス、ハーモン・キルブルーを6者連続三振に打ち取っている。
墓所はHuntsville Memory Gardens Cemetery（ハンツビル・メモリー・ガーデン・セメタリー）。
チームは男子4人で構成された。すなわち投手、捕手、1塁手、遊撃手である。このことについて、なぜ4人なのかと問われたフェイナーは次のように答えている。「3人だとプレーできないじゃないか」。3人だと満塁で打席に立つ者がいなくなるからというのである。
2006年にはフォックス放送のテレビアニメ「キング・オブ・ザ・ヒル」のエピソード「You Gotta Believe (In Moderation)」にチームが「ダイヤのエースと宝石たち」として取り上げられている。